# Sir Henry & his Butlers
Sir Henry & his Butlers was een Deense poprockband, die werd opgericht tijdens de zomer van 1964 in Kopenhagen.

## Geschiedenis
De band was een vervolg op de band Five Danes, die was ontbonden in de lente van 1964. Aanvankelijk was de band samengesteld uit Ole 'Sir Henry' Bredahl (zang, bas), Carsten Elgstrøm (gitaar) en Leif Davidsen (drums). Als trio namen ze deel aan een The Danish Beatles-concours in Holte Hallen in april 1964. Kort daarna werd de band uitgebreid met Poul Petersen (gitaar) en Leif Davidsen werd vervangen door Jens Bøgvad, oprichter van The Flintones. De band werd populair rond het muziekcircuit in Kopenhagen, in het bijzonder in Place Pigalle in het Deense pretpark Bakken, waar ze als huisorkest speelden. Dit was te danken aan hun debuutsingle Hi-Heel Sneakers / Sick and Tired (1964). In oktober 1964 werd gitarist Poul Petersen vervangen door Arne Schrøder. Tijdens de herfst van hetzelfde jaar, had de band haar doorbraak met de publicatie van hun tweede single Let's Go / Johnny Be Goode (By By Johnny) bij Sonet Records. De single werd een hit, niet alleen in Denemarken, maar ook in Zweden en Noorwegen. Van de single werden meer dan 50.000 exemplaren verkocht.
In januari 1965 werd de band weer uitgebreid met de 15-jarige Tommy Seebach (orgel, zang). Hij werd erg populair en samen met Ole Bredahl werd hij een van de frontmannen van de band. Tijdens hetzelfde jaar wisselde de band naar EMI Music en maakten een aantal hits, waaronder Times Are Getting Hard, Beautiful Brown Eyes en Marianne, die al was gepubliceerd in 1966. Tijdens de herfst van 1967 werd de single Camp gepubliceerd, die een internationale hit werd, in het bijzonder in Duitsland, Nederland en België. De song was een instrumentaal stuk, waarbij het voornaamste instrument de kazoo was. Het werd later gebruikt in een reclamefilmpje voor het rolo-chocolaatje. De duidelijke ongewone B-kant-song Pretty Style werd benadrukt door de sitar, een psychedelische multitrack-gitaar en zang.
Tijdens de jaren nadat Tommy Seebach zich bij de band vervoegde, wijzigde deze hun muziekstijl. Oorspronkelijk was hun muziek een reproductie van de Britse beatmuziek, maar dit werd gewijzigd naar een meer frisse popsound met songs, die waren gecomponeerd door de bandleden zelf, voornamelijk door Ole Bredahl en Tommy Seebach. Deze nieuwe muziekstijl draaide uit op een lp, die werd uitgebracht in 1968 onder de naam H2O. In 1970 werd de bandnaam ingekort tot Sir Henry. Twee jaar later werd Ole Steen Nielsen vervangen door Claus Asmussen, de oprichter van The Noblemen en later Shu-Bi-Dua. Deze constellatie vereeuwigde en publiceerde het album Listen (1973) ter gelegenheid van hun 10-jarig bestaan.
Ole Bredahl en Tommy Seebach besloten in 1975 om de band te reorganiseren, samen met Torben Johansen (gitaar) en John Roger (drums). De laatste was een oprichtingslid van Teenmakers. Tijdens hetzelfde jaar nam de band het album Flashback op. Gedurende dat jaar begon Tommy Seebach een solocarrière, die zeer succesvol was. Daardoor besloot deze om de band te verlaten in 1977. Tijdens hetzelfde jaar nam Ole Bredahl de solo-lp Tivoli / O. Henry op, die speciaal sommige van de populaire Sir Henry-songs bevatte. Het succes was echter niet van het niveau als dat van Tommy Seebach. In betracht genomen, werd Sir Henry diverse keren heropgericht door Ole Bredahl, echter zonder grote successen, maar ze hadden een kleine hit in 1980 met de song Juicy Lucy, waar Sir Henry werd samengesteld uit Ole Bredahl, Søren Bundgård (keyboard), Kurt Bo Jensen (gitaar) en Ole Carsten Juul (drums). De laatste werd later in 1983 vervangen door Sten Kristensen. Tijdens de Dansk Melodi Grand Prix in 1983 namen ze deel als achtergrondband voor Kirsten Siggaard met de song Og livet går. Het daaropvolgende jaar namen Søren Bundgård en Kirsten Siggaard weer deel aan de Dansk Melodi Grand Prix als het duo Hot Eyes met de song Det' Lige Det, waarmee ze wonnen. Tijdens hetzelfde jaar werd Sir Henry & the Butlers ontbonden.

## Discografie

### Singles
- 1965: Eve of Destruction / It Keeps Raining - Columbia Records
- 1966: Beautiful Brown Eyes / Jenny Take a Ride! - Columbia Records
- 1967: Camp / Pretty Style - Metronome Records (Duitsland)
- ####: Mr. Joyful / Sweet Dreams (Of You) - Columbia Records (Denemarken)